# جبل عيار
جبل عيار هو جبل يقع في بادية بللسمر تحديداً في وادي خارف آل جبل التاريخي، كما أن جبل عيار الذي وردت أخباره في المعاجم كان فيه يوما من أيام العرب الجاهلية، هو يوم حراق، وكان بين قبيلة غامد وقبيلة بني الأسمر.
يبلغ ارتفاع الجبل 2,595م (8,514 قدما).
كما ذكره ياقوت الحموي جبل أحمر في ديار الأزد، وكان يسكنه الشاعر الجاهلي الشنفرى ثابت بن أواس الأزدي، كما تتنتشر في الجبل الحيوانات الفترسة مثل الذئب والجعر والفهد.